# Gigi Reder
Gigi Reder, pseudonimo di Luigi Schroeder (Napoli, 25 marzo 1928 – Roma, 8 ottobre 1998), è stato un attore e doppiatore italiano.
Divenne noto al grande pubblico per l'interpretazione del ragionier Filini, collega di Fantozzi nell'omonima saga cinematografica.

## Biografia
Gigi Reder nasce a Napoli il 25 marzo 1928 da padre tedesco e da madre napoletana, più precisamente del rione di Capodimonte. Intraprende gli studi di Giurisprudenza presso l'Università degli Studi di Napoli Federico II, per lasciarli dopo il primo anno e trasferirsi a Roma, entrando nel mondo della radio con l'incarico di radiopresentatore e attore di radiodrammi. Esordisce anche sul palcoscenico con opere dialettali e d'avanspettacolo per poi cimentarsi, con ottimi risultati, in rappresentazioni di prosa grazie alla partecipazione in compagnie importanti capitanate dai più noti nomi dell'epoca, quali Peppino De Filippo, Turi Ferro, Mario Scaccia e Giorgio Albertazzi.
L'esordio sul grande schermo arriva agli inizi degli anni cinquanta con piccole parti in molte commedie. Spalla di lusso e valente caratterista, nella sua carriera quasi cinquantennale partecipa a circa sessanta film, spesso con interpretazioni di notevole spessore (vanno ricordate le partecipazioni a film di Fellini, Germi, Bevilacqua, Vittorio De Sica, Comencini e Luciano Salce). Reder fu anche doppiatore e direttore del doppiaggio. 

### Il ragionier Filini

Reder e Paolo Villaggio in Il secondo tragico Fantozzi (1976)

Reder è noto ai più grazie al personaggio del ragionier Filini nei film dedicati ai personaggi di Ugo Fantozzi e Giandomenico Fracchia, al fianco di Paolo Villaggio, creando con il comico genovese un sodalizio artistico che porterà a quattordici film di successo e segnando un'indelebile traccia nella comicità italiana. Reder, Villaggio e Giuseppe Anatrelli, quest'ultimo nel ruolo dell'odioso ed arrivista geometra Calboni, formarono un vero e proprio trio comico. Filini è un personaggio che regala momenti di umanità e tenerezza e gag esilaranti: da ricordare l'episodio più intenso in cui organizza gite per pensionati cercando di dimenticare l'emarginazione della vecchiaia (Fantozzi va in pensione). Consegue notevoli consensi di pubblico anche per Fracchia la belva umana (nel ruolo della vecchia madre siciliana del serial killer) e Fracchia contro Dracula. Per il ruolo del ragionier Filini otterrà, nel 1987, la candidatura al David di Donatello per il miglior attore non protagonista per il film Superfantozzi e, nel 1994, quella al Nastro d'argento al migliore attore non protagonista per Fantozzi in paradiso.

### Televisione
Reder è stato interprete televisivo di originali e divertenti telefilm, varietà: fra essi Le avventure di Laura Storm (1966, episodio A carte scoperte), a fianco di Lauretta Masiero. In una puntata di Scala reale, programma televisivo della Rai del 1966, si può notare Gigi Reder, nella parte di uno scolaro, dietro a Gaetano Pappagone (interpretato da Peppino De Filippo). Interprete di sketch memorabili (ancora con Paolo Villaggio, nel ruolo del geometra Borioli, con la saga incentrata sul personaggio di Giandomenico Fracchia), negli ultimi anni di carriera era tornato a teatro, lavorando tra gli altri con Barbara Bouchet.

### Politica

Gigi Reder nello spot del PSDI per le elezioni politiche del 1987

In occasione delle elezioni del 1987 fece uno spot per la campagna elettorale del PSDI, interpretò la parte di un elettore che, all'interno della cabina elettorale, guarda la scheda e ragiona sul voto da esprimere. Attaccando a uno a uno gli altri partiti giunge alla conclusione che l'unico voto possibile è quello socialdemocratico affermando: "Gli unici con un po' di buonsenso mi sembrano i socialdemocratici!". Casualmente, anche Paolo Villaggio si candidò in quelle elezioni, per Democrazia Proletaria.

### La morte
Morì a Roma l'8 ottobre 1998, all'età di 70 anni, a causa di un arresto cardiaco presso l'ospedale San Filippo Neri; i funerali si sono celebrati il giorno seguente presso la basilica di Santa Maria del Popolo, in piazza del Popolo a Roma ed è stato sepolto nel cimitero comunale di Formello, comune laziale a nord di Roma.
Paolo Villaggio, compagno di tanti successi, comunicò per primo la notizia alla stampa pronunciando queste parole:

## Vita privata
Coniugato con Franca Rivoltella, nell'ottobre 1961 ha avuto un figlio, Emilio (scomparso nel 2024); anche lui si è dedicato al doppiaggio come direttore di serie TV e cartoni animati (tra cui Leone il cane fifone e Ovino va in città).

## Filmografia

### Cinema

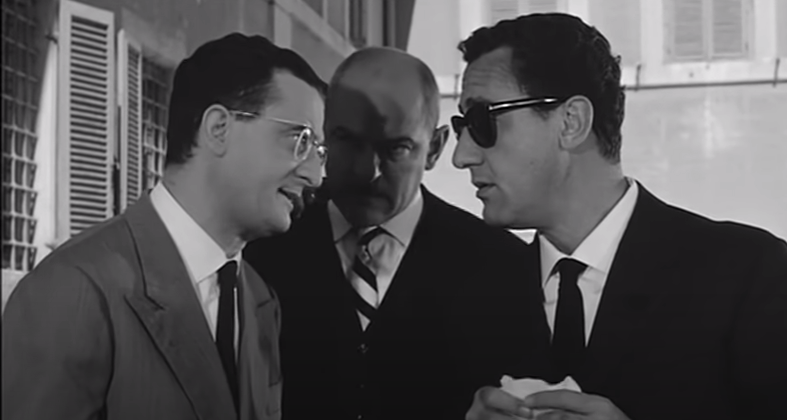
Reder, Lorenzon e Sordi ne Il vedovo (1959)

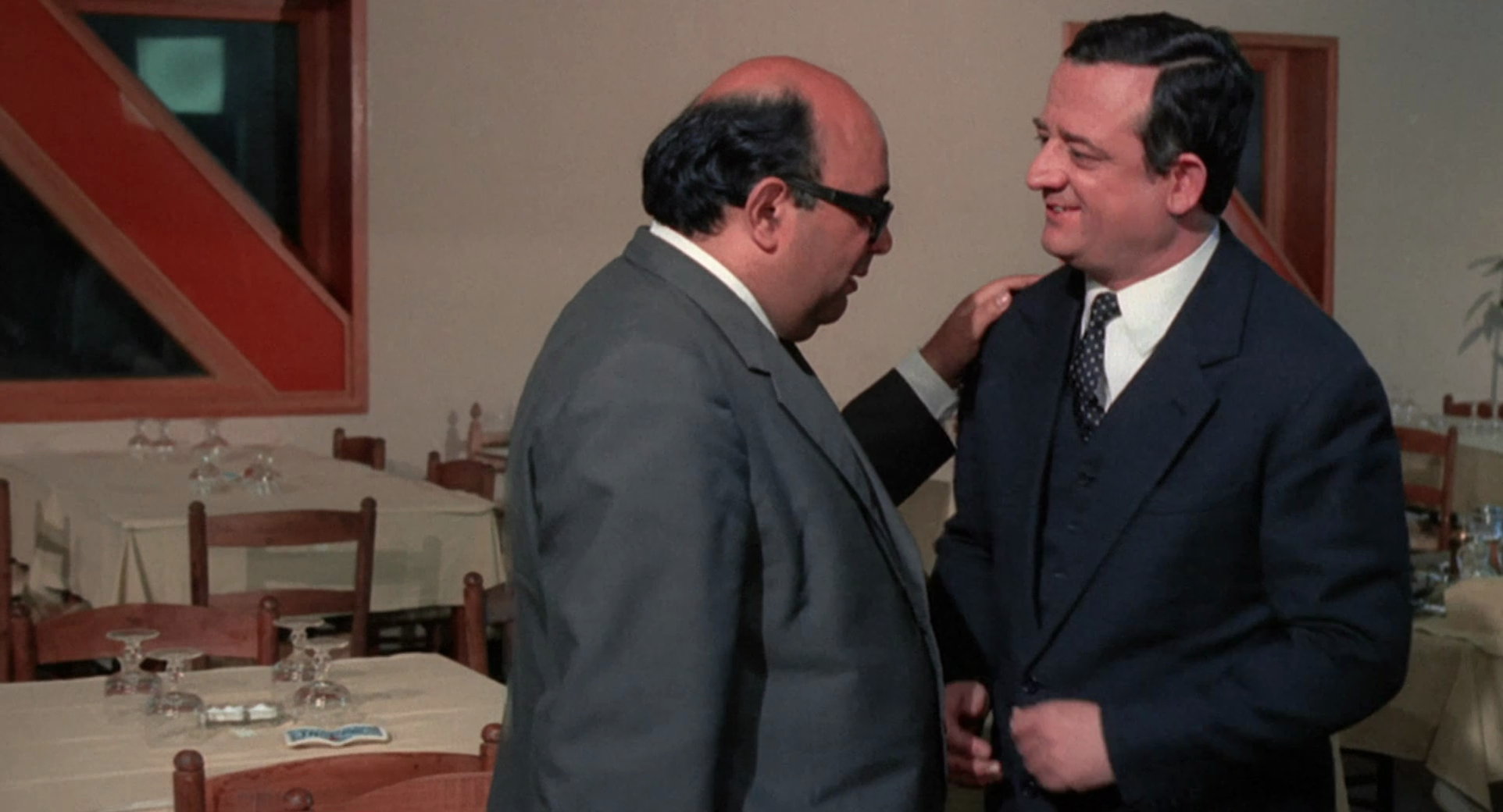
Reder (destra) in Zingara (1969)

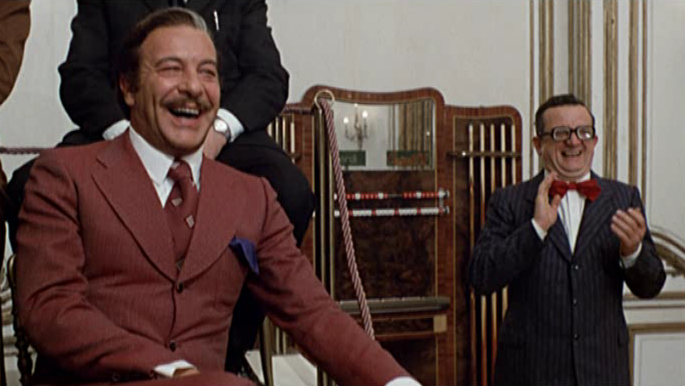
Anatrelli e Reder in Fantozzi (1975)

Reder e Villaggio in Fracchia contro Dracula (1985)

- 47 morto che parla, regia di Carlo Ludovico Bragaglia (1950)
- Bellezze in bicicletta, regia di Carlo Campogalliani (1951)
- Libera uscita, regia di Duilio Coletti (1951)
- Licenza premio, regia di Max Neufeld (1951)
- Porca miseria!, regia di Giorgio Bianchi (1951)
- Una bruna indiavolata!, regia di Carlo Ludovico Bragaglia (1951)
- Stasera sciopero, regia di Mario Bonnard (1951)
- Carica eroica, regia di Francesco De Robertis (1952)
- Canzone appassionata, regia di Giorgio Simonelli (1953)
- Pane, amore e fantasia, regia di Luigi Comencini (1953)
- Stazione Termini, regia di Vittorio De Sica (1953)
- La domenica della buona gente, regia di Anton Giulio Majano (1953)
- L'oro di Napoli, regia di Vittorio De Sica (1954)
- Pane, amore e gelosia, regia di Luigi Comencini (1954)
- Peccato che sia una canaglia, regia di Alessandro Blasetti (1954)
- Gli innamorati, regia di Mauro Bolognini (1955)
- La bella di Roma, regia di Luigi Comencini (1955)
- Anna di Brooklyn, regia di Carlo Lastricati e Vittorio de Sica (1958)
- La cento chilometri, regia di Giulio Petroni (1959)
- Ferdinando Iº re di Napoli, regia di Gianni Franciolini (1959)
- Il vedovo, regia di Dino Risi (1959)
- Fra' Manisco cerca guai..., regia di Armando W. Tamburella (1960)
- Mina... fuori la guardia, regia di Armando W. Tamburella (1961)
- Il giudizio universale, regia di Vittorio De Sica (1961)
- Parigi o cara, regia di Vittorio Caprioli (1962)
- Made in Italy, regia di Nanni Loy (1965)
- Infanzia, vocazione e prime esperienze di Giacomo Casanova, veneziano, regia di Luigi Comencini (1969)
- Zingara, regia di Mariano Laurenti (1969)
- Cerca di capirmi, regia di Mariano Laurenti (1970)
- Satiricosissimo, regia di Mariano Laurenti (1970)
- La Califfa, regia di Alberto Bevilacqua (1970)
- Le castagne sono buone, regia di Pietro Germi (1970)
- Ma che musica maestro, regia di Mariano Laurenti (1971)
- L'emigrante, regia di Pasquale Festa Campanile (1973)
- Fantozzi, regia di Luciano Salce (1975)
- Il secondo tragico Fantozzi, regia di Luciano Salce (1976)
- Il... Belpaese, regia di Luciano Salce (1977)
- Lo chiamavano Bulldozer, regia di Michele Lupo (1978)
- Dove vai in vacanza?, regia di Luciano Salce, episodio Sì, buana (1978)
- Rag. Arturo De Fanti, bancario precario, regia di Luciano Salce (1980)
- Café Express, regia di Nanni Loy (1980)
- Fantozzi contro tutti, regia di Neri Parenti e Paolo Villaggio (1980)
- Fracchia la belva umana, regia di Neri Parenti (1981)
- L'onorevole con l'amante sotto il letto, regia di Mariano Laurenti (1981)
- Quando la coppia scoppia, regia di Steno (1981)
- Vieni avanti cretino, regia di Luciano Salce (1982)
- Gian Burrasca, regia di Pier Francesco Pingitore (1982)
- Il tifoso, l'arbitro e il calciatore, regia di Pier Francesco Pingitore (1982)
- Stangata napoletana, regia di Vittorio Caprioli (1983)
- Fantozzi subisce ancora, regia di Neri Parenti (1983)
- Sfrattato cerca casa equo canone, regia di Pier Francesco Pingitore (1983)
- Champagne in paradiso, regia di Aldo Grimaldi (1984)
- Mi faccia causa, regia di Steno (1985)
- Fracchia contro Dracula, regia di Neri Parenti (1985)
- Superfantozzi, regia di Neri Parenti (1986)
- Grandi magazzini, regia di Castellano e Pipolo (1986)
- Una donna senza nome, regia di Luigi Russo (1987)
- Fantozzi va in pensione, regia di Neri Parenti (1988)
- Fantozzi alla riscossa, regia di Neri Parenti (1990)
- Il grande cocomero, regia di Francesca Archibugi (1993)
- Fantozzi in paradiso, regia di Neri Parenti (1993)
- A Dio piacendo, regia di Filippo Altadonna (1995)
- Fantozzi - Il ritorno, regia di Neri Parenti (1996)

### Televisione
- Il conte di Montecristo, regia di Edmo Fenoglio – miniserie TV (1966)
- Il segreto di Luca, regia di Ottavio Spadaro – miniserie TV (1969)
- I clowns, regia di Federico Fellini – film TV (1970)
- Il cappello del prete, regia di Sandro Bolchi – miniserie TV (1970)
- Napoli 1860 - La fine dei Borboni, regia di Alessandro Blasetti – miniserie TV (1970)
- All'ultimo minuto – serie TV, episodio L'ascensore (1971)
- Sim Salabim, regia di Romolo Siena – programma TV (1973)
- Giandomenico Fracchia - Sogni proibiti di uno di noi, regia di Antonello Falqui – miniserie TV (1975)
- Il ritorno di Simon Templar (Return of the Saint) – serie TV, episodio 1x19 (1978)
- Supersera, regia di Romolo Siena – programma TV (1985)
- Ricordi di guerra, regia di Dan Curtis - miniserie TV (1988)

## Teatro
- Croque-monsieur di Marcel Mithois, regia di Daniele D'anza (1965-1966)

## Televisione

### Prosa televisiva Rai
- Un figlio a pusticcio di Eduardo Scarpetta, regia di Mario Mangini e di Pietro Turchetti, trasmessa il 7 luglio 1959 sul Programma Nazionale
- O scarfalietto di Eduardo Scarpetta, regia di Mario Mangini e di Pietro Turchetti, trasmessa il 28 luglio 1959 sul Programma Nazionale
- A che servono questi quattrini di Armando Curcio, regia di Peppino De Filippo e Marcella Curti Gialdino, trasmessa il 28 agosto 1960 sul Programma Nazionale
- Aria paesana di Peppino De Filippo, regia di Peppino De Filippo e Marcella Curti Gialdino, trasmessa il 4 settembre 1960 sul Programma Nazionale
- Pranziamo insieme di Peppino De Filippo, regia di Peppino De Filippo e Marcella Curti Gialdino, trasmessa il 4 settembre 1960 sul Programma Nazionale
- …Ma c’è papà di Peppino e Titina De Filippo, regia di Peppino De Filippo e Marcella Curti Gialdino, trasmessa l'11 settembre 1960 sul Programma Nazionale
- Il ramoscello d'olivo di Peppino De Filippo, regia di Peppino De Filippo e Marcella Curti Gialdino, trasmessa il 18 settembre 1960 sul Programma Nazionale
- Quale onore! di Peppino De Filippo, regia di Peppino De Filippo e di Romolo Siena, trasmessa il 22 aprile 1962 sul Programma Nazionale
- L'ospite gradito di Peppino De Filippo, regia di Peppino De Filippo e di Romolo Siena, trasmessa il 29 aprile 1962 sul Programma Nazionale
- Un pomeriggio intellettuale di Peppino De Filippo, regia di Peppino De Filippo e di Romolo Siena, trasmesso il 6 maggio 1962 sul Programma Nazionale
- Quel figuri di tanti anni fa... di Eduardo De Filippo, regia di Peppino De Filippo e di Romolo Siena, trasmessa il 6 maggio 1962 sul Programma Nazionale
- Quaranta… ma non li dimostra di Peppino e Titina De Filippo, regia di Peppino De Filippo in due tempi di Romolo Siena, trasmessa il 20 maggio 1962 sul Programma Nazionale
- Il berretto a sonagli di Luigi Pirandello, regia di Peppino De Filippo e di Romolo Siena, trasmesso il 27 maggio 1962 sul Programma Nazionale
- La patente di Luigi Pirandello, regia di Peppino De Filippo e di Romolo Siena, trasmessa il 3 giugno 1962 sul Programma Nazionale
- Una persona fidata di Peppino De Filippo, regia di Peppino De Filippo e di Romolo Siena, trasmessa il 3 giugno 1962 sul Programma Nazionale
- Servizio completo di John Murray e Allen Boretz, regia di Flaminio Bollini, trasmessa il 13 maggio 1963 sul Secondo Programma
- Il viaggio di Georges Schehadé, regia di Flaminio Bollini, trasmessa il 29 luglio 1963 sul Secondo Programma
- Rosemary di Molly Kazan, regia di Carlo Lodovici, trasmessa il 15 dicembre 1963 sul Programma Nazionale
- L'avaro di Molière, regia di Maner Lualdi e di Carla Ragionieri, trasmessa il 27 dicembre 1963 sul Programma Nazionale
- Antonello capobrigante calabrese di Vincenzo Padula, regia di Ottavio Spadaro, trasmessa l'8 luglio 1964 sul Secondo Programma
- L'arpa d'erba di Truman Capote, regia di Flaminio Bollini, trasmessa il 22 luglio 1964 sul Secondo Programma
- La sconcertante signora Savage di John Patrick, regia di Guglielmo Morandi, trasmessa l'11 settembre 1964 sul Programma Nazionale
- Lo scapolo, regia di Flaminio Bollini, trasmessa il 18 novembre 1964 sul Secondo Programma
- Giulio Cesare di William Shakespeare, regia di Sandro Bolchi, trasmessa il 19 febbraio 1965 sul Programma Nazionale
- La casa sulla frontiera di Sławomir Mrożek, regia di Maurizio Scaparro, trasmessa il 7 febbraio 1969 sul Secondo Programma
- Il candidato di Gustave Flaubert, regia di Maurizio Scaparro, trasmessa il 22 gennaio 1971 sul Secondo Programma
- Quale onore! di Peppino De Filippo, regia di Peppino De Filippo e Romolo Siena, trasmessa il 1º agosto 1972 sul Secondo Programma
- Cupido scherza e spazza di Peppino De Filippo, regia di Romolo Siena, trasmessa l'8 agosto 1972 sul Secondo Programma
- Il malato immaginario di Molière, regia di Romolo Siena, trasmessa il 15 agosto 1972, sul Secondo Programma
- Le metamorfosi di un suonatore ambulante, adatt. Peppino De Filippo, regia di Romolo Siena, trasmessa il 22 agosto 1972 sul Secondo Programma
- Pascariello surdato cungedato («creduto vedova e nutriccia de 'na criatura»), regia di Antonio Calenda, trasmessa l'11 luglio 1974 sul Programma Nazionale

## Doppiaggio

### Film cinema
- Al White ne L'aereo più pazzo del mondo
- Alan Hale in Allegri gemelli
- Aldo Giuffré in Zappatore
- Alfredo Rizzo in Sistemo l'America e torno
- Antonio Allocca in Piedone l'africano
- Bernard Blier in Voltati Eugenio
- Burt Young in C'era una volta in America (primo doppiaggio)
- Cesare Nizzica in Occhio alla penna[9]
- Edgar Kennedy in Non abituati come siamo
- Jack Nicholson in Una nave tutta matta
- Jacques Herlin ne Il soldato di ventura
- Joe Sorbello in Rocky
- John Martino ne Il padrino
- Joe Spinell ne Il padrino - Parte II[10]
- Kohan Katsura in Gappa - Il mostro che minaccia il mondo
- Marcello Martana in Delitto a Porta Romana
- Mario Gallo in Toro scatenato[11]
- Nunzio Gallo ne L'ultimo guappo
- Peter Lorre ne Il clan del terrore
- Piero Vivaldi in Uno contro l'altro, praticamente amici
- Ric Mancino in Breakdance
- Rory Calhoun in Angel Killer
- Salvatore Borgese in Poliziotto superpiù
- Tommy Duggan in Superman II[12]
- Vinny Vella in Casinò
- Yu Fujiki in Watang! Nel favoloso impero dei mostri
- Poliziotto nel finale in Delitti inutili

### Film d'animazione
- Samvise Gamgee ne Il Signore degli Anelli

### Serie televisive
- Dabbs Greer, Ted Gehring (ep. 2.19), E.J. André, James Jeter (ep. 3.3) e Roger Bowen ne La casa nella prateria[13]
- Phil Foster e Ray Bolger in Love Boat[14]
- Bruce Campbell in Generations
- Bernie Kopell in Lancillotto 008
- Luigi De Filippo ne La piovra 3
- Raymond Pellegrin in Big Man

### Serie animate
- Barone in Hurricane Polimar
- Dottore in Atlas Ufo Robot[15]
- Nonno Pietro in Zum il delfino bianco
- Rattle e altre voci ne Gli orsi radioamatori
- Sagure in Kyashan - Il ragazzo androide

## Riconoscimenti
- David di Donatello
  - 1987 – Candidatura al migliore attore non protagonista per Superfantozzi
- Nastro d'argento
  - 1994 – Candidatura al migliore attore non protagonista per Fantozzi in paradiso
- Ciak d'oro
  - 1986 – Candidatura al migliore attore non protagonista per Fracchia contro Dracula[16][17]

## Doppiatori italiani
- Carlo Romano ne Gli innamorati
- Bruno Persa ne Il vedovo
- Cesare Barbetti in Fra' Manisco cerca guai...
- Renato Mori in Infanzia, vocazione e prime esperienze di Giacomo Casanova, veneziano
- Renato Cortesi in I clowns
- Stefano Sibaldi in Ma che musica maestro